# Le Gendarme en balade
Série du Gendarme de Saint-Tropez
Le Gendarme se marie
(1968) Le Gendarme et les Extraterrestres
(1979)
Pour plus de détails, voir Fiche technique et Distribution.
Le Gendarme en balade est une comédie policière italo-française réalisée par Jean Girault et sortie en 1970. Il s'agit du quatrième film du Gendarme de Saint-Tropez.
Le film raconte les mésaventures du gendarme Ludovic Cruchot et de la brigade de Saint-Tropez qui, après avoir été mis à la retraite anticipée contre leur gré, rendossent leurs anciens uniformes illégalement et reviennent sur les lieux de leurs aventures pour ramener la mémoire à leur collègue amnésique Fougasse.
Malgré des critiques négatives, le film totalise 4,8 millions d'entrées au box-office, un score honorable mais bien moindre que les précédents.

## Synopsis

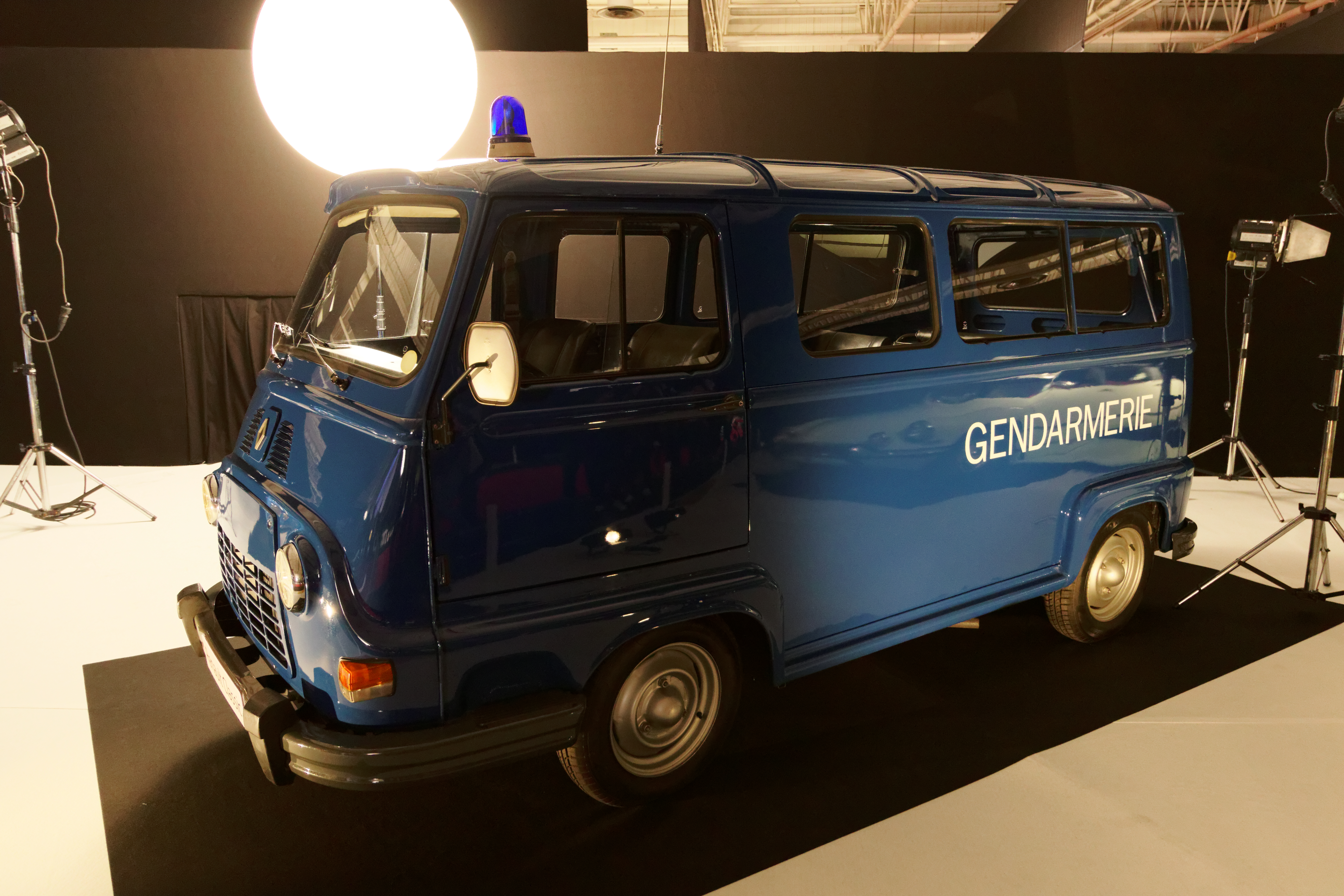
Gerber, Fougasse, Merlot, Tricart et Berlicot, et leurs épouses, quittent la gendarmerie de Saint-Tropez à bord d'une Alouette Renault.

Le maréchal des logis chef Cruchot a été mis à la retraite comme tous les membres de la brigade, remplacés par une équipe plus jeune et aux méthodes plus modernes.
Six mois plus tard, Cruchot s'ennuie ferme à la retraite dans le château de son épouse, pourtant débordante d'attention à son égard pour le sortir de sa morosité : promenades à cheval, système de surveillance ultra-sophistiqué de la propriété n'obéissant qu'à ses ordres, visite du curé… Rien n'y fait, même le lavage de la voiture qu'il revendique de faire.
Lors d'une visite inopinée, l'ex-adjudant Gerber et sa femme, pris au départ pour des intrus, tombent dans une ancienne oubliette grâce au fameux système de détection radar offert par Josépha. Cruchot montre alors à Gerber son musée-souvenir, ils évoquent leur passé révolu à la gendarmerie de Saint-Tropez. Puis ils reçoivent un compagnon de service, le gendarme Merlot, qui leur apprend que Fougasse est devenu amnésique et réside dans une maison de repos pour gendarmes, la Pinsonnière.
Également accompagnés de leurs collègues Tricart et Berlicot, ils décident d'aller porter secours à leur ancien camarade et de faire un « retour aux sources ». Cependant, trop excités à l'idée de porter à nouveau l'uniforme, les gendarmes entrent dans l'illégalité, côtoient malgré eux les hippies, déjouent un jeu d'enfants extrêmement dangereux avec une ogive nucléaire et retrouvent cette sympathique et bienvenue complicité avec les sœurs dont la conductrice (sœur Clotilde) est devenue Mère supérieure du couvent devenu orphelinat. Malgré la traque acharnée de leurs successeurs, ils brilleront une fois de plus. Ainsi ridiculisés, les « nouveaux » devront rendre la place à leurs aînés, trop heureux de reprendre leur poste de gendarmes de Saint-Tropez et de recevoir un hommage mérité.

## Fiche technique

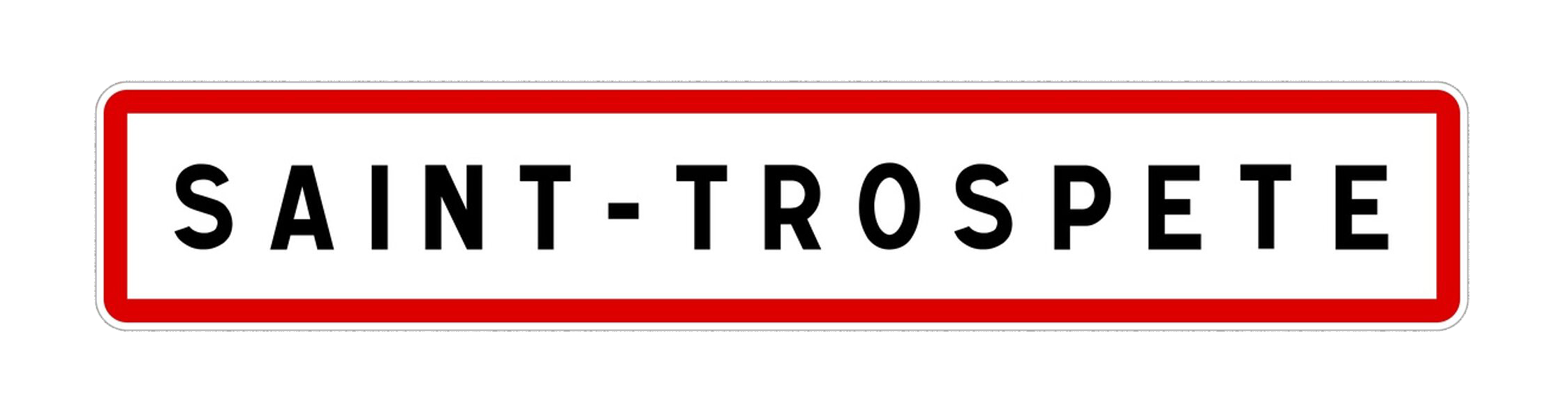
Panneau de signalisation de la ville (D98A), alluciné par les gendarmes.

- Titre original français : Le Gendarme en balade
- Titre italien : Sei gendarmi in fuga
- Réalisation : Jean Girault
- Réalisation de la seconde équipe : Edmond Séchan
- Scénario, adaptation : Jean Girault, Jacques Vilfrid, d'après les personnages de Richard Balducci
- Dialogues : Jacques Vilfrid
- Assistant réalisateur : Tony Aboyantz, Gilles Joly, Thierry Chabert, Jean-Noël Jourdanet
- Producteurs délégués : René Pignères, Gérard Beytout
- Musique : Raymond Lefebvre
- Directeur de la photographie : Pierre Montazel, assisté de Pierre Manciet
- Décors : Sydney Bettex, assisté de Georges Richard, Henri Sonois
- Montage : Armand Psenny, assisté de Nadine Muse
- Montage son : Eva Zora, Renée Deschamps
- Ingénieur du son : Jean Rieul, assisté de Marcel Corvaisier, Vartan Karakeusian
- Costumes : Jacques Cottin
- Maquillage, coiffure : Michel Deruelle, Fernande Hugi, Pierre Vadé
- Administrateur comptable : Odette Hainsselin
- Cadreurs : Jean-Paul Schwartz, Guy Delattre
- Assistant opérateur : Marcel Gilot, Jacques Lefrançois, Yves Mirkine
- Régie générale : Jean.R Rognoni, Georgette Darbon, Jean-Jacques Lecot, Alex Maineri, Paul Lemaire
- Ensemblier : André Labussière, Gabriel Béchir
- Attachés de presse : Eugène Moineau, Marlène Moineau
- Script-girl : Colette Robin, Lydie Doucet
- Bijoux de : René Llonguet
- Effets spéciaux : Pierre Durin, Rémy Julienne
- Bruitages : Robert Pouret
- Studios : Paris-Studios-Cinéma (Studios de Billancourt)
- Laboratoire Éclair à Épinay-sur-Seine
- Transparences : Franstudio
- Système : Panavision, pellicules Eastman color-Kodak
- Système sonore : Enregistrement Westrex 1135 Société S.N.E.C
- Générique et trucages : Eurocitel
- Distribution : SNC
- Pays de production :  France -  Italie
- Langue : français
- Format : Couleurs - 2,35:1 - Mono - 35 mm
- Genre : Comédie burlesque, Road movie
- Durée : 96 minutes
- Date de sortie :
  - France : 28 octobre 1970

## Distribution
- La brigade de Saint-Tropez :
  - Louis de Funès : le maréchal des logis-chef Ludovic Cruchot
  - Michel Galabru : l'adjudant Gerber[note 1]
  - Jean Lefebvre : le gendarme Lucien Fougasse
  - Christian Marin : le gendarme Albert Merlot
  - Guy Grosso : le gendarme Gaston Tricart
  - Michel Modo : le gendarme Jules Berlicot

- Claude Gensac : Josépha
- France Rumilly : Sœur Clotilde (devenue mère supérieure)
- Nicole Vervil : Cécilia, Madame Gerber
- Dominique Davray : La sœur forte
- Yves Vincent : le colonel
- René Berthier : le chef d'escadron, adjoint du colonel
- Sara Franchetti : Sœur Marie-Bénédicte
- Paul Préboist : le palefrenier
- Paul Mercey : le curé
- Christor Georgiadis : James, le majordome
- Christine Reynolds : la femme de chambre
- Dominique Zardi : le braconnier
- Henri Attal
- Robert Le Béal : le ministre
- Claude Carvin : un jeune gendarme
- Laurent Wesman Maritin : un jeune gendarme
- Pierrick Her : un jeune gendarme
- Yvan Varco : un jeune gendarme
- Michel Herval : un jeune gendarme
- Yves Barsacq : le conducteur accidenté de la MGB blanche (non crédité)
- Jean Valmence : le conducteur accidenté de l'Alfa Romeo Giulia GT coupé Bertone rouge
- Henri Guégan : un joueur de boules à la Pinsonnière
- René Marchal : un joueur de boules à la Pinsonnière
- Ugo Fangareggi : un hippie
- Bernard Charlan
- Carlo Nell

## Production

### Genèse et développement
Le projet a eu pour titres de travail Le Gendarme se balade ou Le Gendarme à la retraite,.
Pour le camp militaire où est volée l'ogive nucléaire, l'équipe se voit d'abord refuser le tournage à la caserne Vassoigne à Hyères, leur premier choix. La 7e région militaire s'oppose au tournage dans le bâtiment demandé pour des raisons de sécurité, à cause de la proximité de dépôts d'essence. L'État-major propose alors l'Établissement régional du matériel (ERM) ou la caserne Grignan, situés à Toulon. Le réalisateur tient à son choix initial et le Service d'informations et de relations publiques des armées intercède pour lui permettre d'obtenir la caserne d'Hyères.

### Attribution des rôles

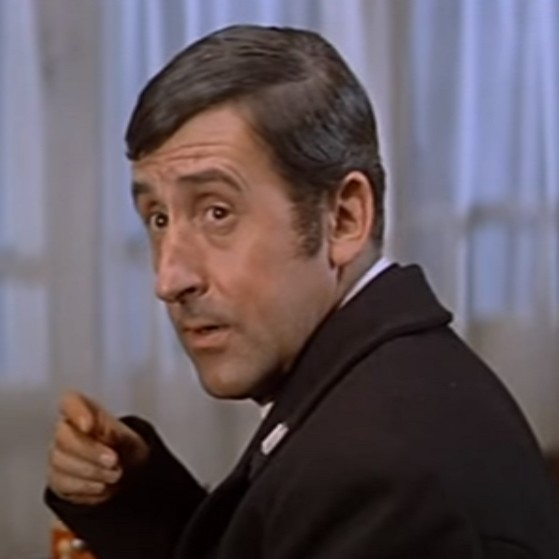
Jean Lefebvre reprend une dernière fois son rôle du gendarme Fougasse, au cœur de l'intrigue, malgré des heurts sur les précédents tournages.

Les six gendarmes sont : Louis de Funès, Michel Galabru, Michel Modo, Guy Grosso, Jean Lefebvre et Christian Marin. Ce fut d'ailleurs la dernière fois qu'ils portèrent ensemble l'uniforme. Des tensions seraient en effet apparues durant le tournage entre Louis de Funès et Jean Lefebvre, ce dernier accusant Louis de Funès de lui avoir fait couper des scènes au montage. Afin d'éviter de nouvelles tensions, Jean Girault décida de remplacer Jean Lefebvre par Maurice Risch dans les épisodes suivants. Christian Marin fut également remplacé par Jean-Pierre Rambal, puis par Patrick Préjean. Louis de Funès, Michel Galabru, Guy Grosso et Michel Modo, quant à eux, joueront leur rôle dans tous les films de la saga.
Claude Gensac retrouve son rôle de Josépha Cruchot après Le Gendarme se marie, Nicole Vervil celui de Mme Gerber qu'elle tient depuis le premier, ainsi qu'Yves Vincent son rôle de colonel également découvert dans le film précédent,. Geneviève Grad, à l'inverse, ne souhaite plus apparaître dans un Gendarme et ne reprend donc pas son rôle de Nicole Cruchot, après avoir déjà été réticente à tourner le précédent film,. Dominique Davray, déjà vue en épouse excentrique dans Le Tatoué (1968), incarne la sœur susceptible au cœur d'un running gag, alors qu'elle tenait un autre rôle de professeur de danse dans le troisième Gendarme. Louis de Funès distribue à l'éternel « troisième couteau » Dominique Zardi le personnage du braconnier, après de précédentes apparitions en gendarme italien dans Le Gendarme à New York et en gendarme passant l'examen d'adjudant-chef dans Le Gendarme se marie. Paul Préboist, partenaire familier de Louis de Funès, tient un court rôle de palefrenier. Yves Barsacq fait également une nouvelle apparition en automobiliste importuné par Cruchot, comme dans Le Gendarme se marie,.

### Tournage
À chacun de ses films, Louis de Funès proposait et inventait en permanence une multitude de gags. La scène où Cruchot et Gerber neutralisent la bombe à la fin du film a été entièrement imaginée par lui, des accessoires à la sueur par le képi. C'est également de lui que provient l'idée de la religieuse loufoque du volant dans toute la série.
Le passage où Paul Préboist raconte Le Petit Chaperon rouge à Cruchot était absent du scénario.
L'emploi du temps de Claude Gensac est partagé entre le tournage du Gendarme et la pièce Un sale égoïste au théâtre Antoine à Paris : lors des prises de vues tropéziennes, elle doit s'astreindre à prendre le Train bleu de 21 h 46 tous les dimanches après la seconde représentation de 18 h, puis tourne le lundi et le mardi, jusqu'à prendre un avion pour Paris à l'aéroport de Nice à 17 h, afin d'être présente à la représentation du soir-même à 21 h.
Le 1er juillet 1970, en marge du tournage, Louis de Funès est reçu officiellement par le 405e régiment d'artillerie anti-aérienne à Hyères, qui le fait « première classe d'honneur » pour services rendus à la gendarmerie nationale,.

#### Lieux de tournage

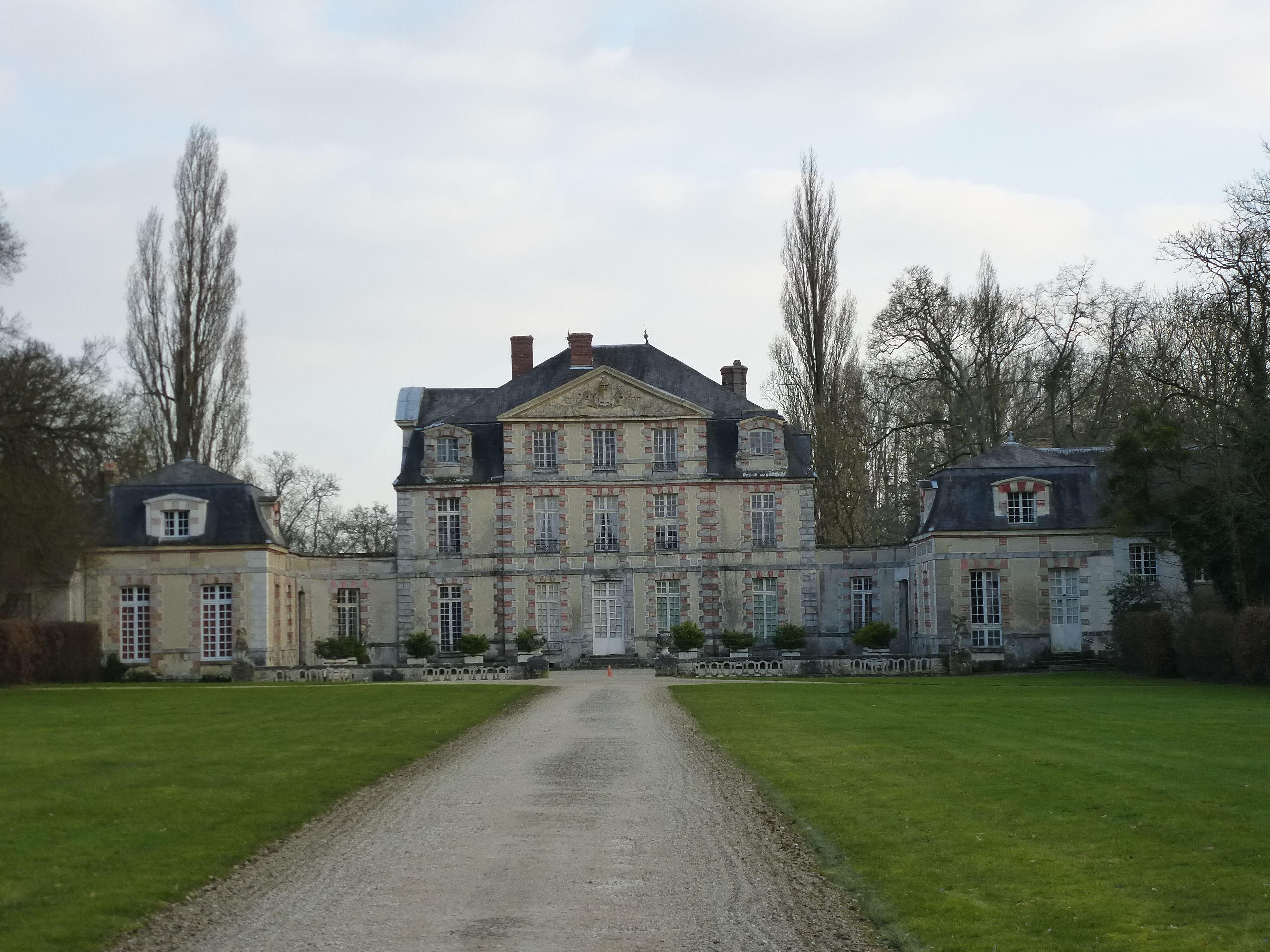
Le château de Nandy, décor du château possédé par Josépha où Cruchot passe sa retraite.

- Le tournage s'est déroulé à Saint-Tropez[16], Gassin[17], Ramatuelle (au château de Saint-Amé pour les scènes au couvent[18],[19]), la plage de Gigaro[20] (La Croix-Valmer), Hyères (au Quartier Vassoigne pour les scènes à l'Arsenal) dans le Var et au château de Nandy[21] en Seine-et-Marne.
- La scène des hippies fut tournée sur le site de Cap Taillat, situé sur la presqu'île de Saint-Tropez dans le Var. Ce site est protégé par le conservatoire du littoral depuis 1987. Il a beaucoup souffert de son utilisation cinématographique, car celle-ci a détruit des dunes et des végétaux nécessaires à l'écosystème, surtout durant le tournage de La Scoumoune en 1972.

### Musique

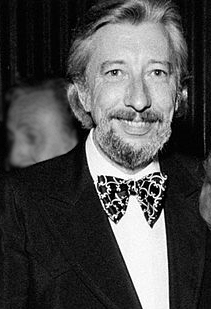
Raymond Lefebvre, compositeur de la bande originale de tous les films du Gendarme, ici en 1972.

Pour ce film, Raymond Lefebvre ré-orchestre la musique de la Marche des Gendarmes, créée pour le premier opus. L'absence de cette musique durant tout le film précédent avait fortement vexé Louis de Funès, qui insista pour qu'elle soit présente dans le film suivant : la musique est donc entendue à maintes reprises dans le film. Lefebvre ré-orchestrera à nouveau cette musique en 1982 pour Le Gendarme et les Gendarmettes.
Régulièrement crédité « Raymond Lefèvre » par erreur, le compositeur a cette fois-ci son nom correctement orthographié « Raymond Lefebvre » au générique du film, comme c'est le cas dans les génériques des films Le Gendarme de Saint-Tropez, Les Grandes Vacances, Le gendarme se marie, Le Gendarme en balade et La Soupe aux choux, tous de Jean Girault.
L'album Bande-originale du film Le gendarme en balade sort en 2010, soit 40 ans après la sortie du film et 2 ans après la mort de Raymond Lefebvre.

## Exploitation et accueil

### Sortie et promotion

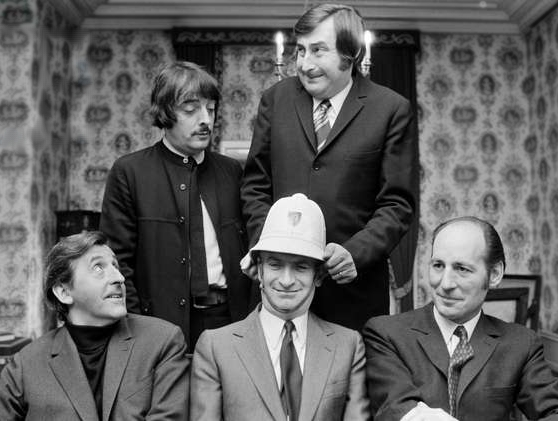
Jean Lefebvre, Louis de Funès, Michel Modo, Guy Grosso et Jean Girault s'amusant lors de la promotion du film à Genève, en.

L'affiche du film est réalisée par Jacques Vaissier.
La première suisse du film a lieu à Genève, le 14 décembre 1970,. L'évènement est marqué par un défilé des six comédiens habillés en gendarmes, entourés d'une troupe de majorettes,,. Parti de la rue des Savoises, siège du journal La Suisse, le cortège rallie la place du Cirque pour arriver au cinéma Le Paris, où les accueillent des milliers de spectateurs,. La Tribune de Genève livre une interview de Louis de Funès le lendemain. Le défilé vire à l'émeute, la foule compacte se presse au devant des acteurs et tente d'arracher des bouts de leurs costumes

### Accueil critique
Le quatrième Gendarme essuie des critiques essentiellement négatives,,. L'Humanité Dimanche voit dans ce système de réalisation de suites un « appauvrissement du cinéma français », « un Gendarme de Saint-Tropez étant sûr de racoler des spectateurs qui ont besoin de se détendre ». Jean-Luc Douin juge sévèrement dans Télérama que « le gendarme radote et raconte ses exploits d'antan. Les gags sont gros comme des boules de pétanque et les personnages, attristants de bêtise, paradent, fiers et bouffons, la démarche militaire, l'œil inintelligent, chantonnant leur refrain ». De même, Louis Chauvet, d'habitude soutien de Louis de Funès, considère dans Le Figaro que « le talent de l'équipe suffit à peine, cette fois, à sauver l'entreprise. On attendait une fin. Ce n'est qu'un moyen (de prolonger la recette). Seuls les inconditionnels prendront un plaisir sans mélange aux élucubrations civiles du gendarme ». Dans la lignée des critiques politisées accusant depuis ses débuts Le Gendarme de défendre l'ordre social, le pouvoir en place et l'appareil répressif, La Libre Belgique fustige que « l'autoritarisme du personnage conduit, sous le voile du comique, à la glorification du mensonge, de la délation, et, en général, du mépris le plus total pour la liberté individuelle ».

### Box-office

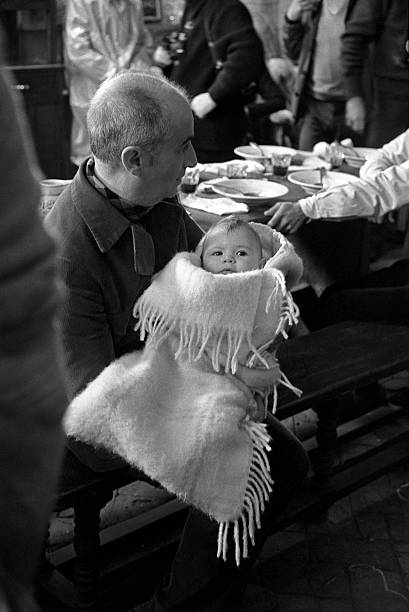
Louis de Funès lors du tournage de L'Homme orchestre, que Le Gendarme en balade finit par concurrencer au box-office.

Le Gendarme en balade sort en salles le 28 octobre 1970, à peine quelques semaines après une autre comédie de Louis de Funès, L'Homme orchestre. La concurrence s'annonce rude face à de jeunes comiques émergents comme Pierre Richard ou Jean Yanne ainsi que des films attendus tels que Le Cercle rouge de Jean-Pierre Melville avec Alain Delon, Bourvil et Yves Montand et Les Novices mené par Brigitte Bardot et Annie Girardot,. La première semaine, le public réserve un accueil en demi-teinte au quatrième Gendarme, qui n'accède pas au sommet du box-office hebdomadaire parisien et national, au contraire des précédents : à Paris, 76 734 spectateurs viennent voir le film dans neuf salles, loin derrière Le Cercle rouge (96 690 entrées) et Les Novices (88 054 entrées).
Ce n'est qu'au moment des fêtes de fin d'année, propice aux films familiaux, que Le Gendarme en balade décolle et tient la tête du box-office national pendant cinq semaines de décembre à janvier. Au 6 janvier, les onze semaines dans les salles d'd'exclusivité parisiennes ont permis d'engranger 409 118 entrées. À la fin du mois de janvier, le film totalise deux millions et demi d'entrées en France lorsqu'il est dépassé par Le Voyou de Claude Lelouch. Un an pile après sa sortie, le film comptabilise plus de 4 millions d'entrées. Il en collecte 2 496 583 au cours de l'année 1971.
| Semaine | Semaine                          | Rang | Entrées | Cumul             | Salles | no 1 du box-office hebdo. |
| ------- | -------------------------------- | ---- | ------- | ----------------- | ------ | ------------------------- |
| 1       | 28 octobre au 3 novembre 1970    | 6e   | 84 627  | 85 107 entrées    | 12     | Le Cercle rouge           |
| 2       | 4 novembre au 10 novembre 1970   | 6e   | 90 359  | 175 466 entrées   | 24     | Le Cercle rouge           |
| 3       | 11 novembre au 17 novembre 1970  | 5e   | 104 335 | 279 801 entrées   | 28     | Le Mur de l'Atlantique    |
| 4       | 18 novembre au 24 novembre 1970  | 7e   | 64 371  | 344 172 entrées   | 33     | Le Mur de l'Atlantique    |
| 5       | 25 novembre au 1er décembre 1970 | 8e   | 63 689  | 407 861 entrées   | 26     | Le Cercle rouge           |
| 6       | 2 décembre au 8 décembre 1970    | 8e   | 66 981  | 474 842 entrées   | 32     | Le Mur de l'Atlantique    |
| 7       | 9 décembre au 15 décembre 1970   | 3e   | 86 813  | 561 655 entrées   | 39     | Le Mur de l'Atlantique    |
| 8       | 16 décembre au 22 décembre 1970  | 1er  | 302 641 | 864 296 entrées   | 79     | Le Gendarme en balade     |
| 9       | 23 décembre au 31 décembre 1970  | 1er  | 737 643 | 1 601 939 entrées | 148    | Le Gendarme en balade     |
| 10      | 1er janvier au 5 janvier 1971    | 1er  | 325 667 | 1 927 606 entrées | NC     | Le Gendarme en balade     |
| 11      | 6 janvier au 12 janvier 1971     | 1er  | 259 951 | 2 187 557 entrées | NC     | Le Gendarme en balade     |
| 12      | 13 janvier au 19 janvier 1971    | 1er  | 216 055 | 2 403 612 entrées | NC     | Le Gendarme en balade     |
| 13      | 20 janvier au 26 janvier 1971    | 2e   | 160 929 | 2 564 541 entrées | NC     | Le Voyou                  |
| 14      | 27 janvier au 2 février 1971     | 2e   | 167 320 | 2 731 861 entrées | NC     | Mourir d'aimer            |
| 15      | 3 février au 9 février 1971      | 4e   | 129 113 | 2 860 974 entrées | NC     | Mourir d'aimer            |
| 16      | 10 février au 16 février 1971    | 6e   | 80 852  | 2 941 826 entrées | NC     | Mourir d'aimer            |
| 17      | 17 février au 23 février 1971    | 7e   | 110 326 | 3 052 152 entrées | NC     | Mourir d'aimer            |
| 18      | 24 février au 2 mars 1971        | 9e   | 63 566  | 3 115 718 entrées | NC     | Mourir d'aimer            |
| 19      | 3 mars au 9 mars 1971            | 9e   | 54 818  | 3 170 536 entrées | NC     | Mourir d'aimer            |
| 20      | 10 mars au 16 mars 1971          | 12e  | 48 015  | 3 218 551 entrées | NC     | Mourir d'aimer            |
| 21      | 17 mars au 23 mars 1971          | 9e   | 59 043  | 3 277 594 entrées | NC     | Mourir d'aimer            |
| 22      | 24 mars au 30 mars 1971          | 7e   | 45 681  | 3 323 275 entrées | NC     | Mourir d'aimer            |
| 23      | 31 mars au 6 avril 1971          | 7e   | 48 483  | 3 371 758 entrées | NC     | Love Story                |
| 24      | 7 avril au 13 avril 1971         | 10e  | 72 691  | 3 444 449 entrées | NC     | Love Story                |
| 25      | 14 avril au 20 avril 1971        | 17e  | 27 424  | 3 471 873 entrées | NC     | Love Story                |
| 26      | 21 avril au 27 avril 1971        | 20e  | 25 872  | 3 497 745 entrées | NC     | Les Mariés de l'an II     |
| 27      | 28 avril au 4 mai 1971           | 21e  | 21 841  | 3 519 586 entrées | NC     | Les Mariés de l'an II     |
| 28      | 5 mai au 11 mai 1971             | 26e  | 15 033  | 3 534 619 entrées | NC     | Love Story                |

Au terme de son exploitation en salles sur plusieurs années, Le Gendarme en balade enregistre 4 870 609 entrées en France, dont 881 489 entrées à Paris,,. À l'orée des années 1970, le grand succès remporté par Le Gendarme en balade compense pour Louis de Funès le « semi-échec » de L'Homme orchestre et ceux à venir de Sur un arbre perché et Jo en 1971. Avec le recul, Le Gendarme en balade est le numéro un du box-office des films sortis en France en 1970, hissant une nouvelle fois l'acteur en tête, après avoir dominé les classements de 1964 (avec Le Gendarme de Saint-Tropez), 1965, 1966, 1967 et 1968 (avec Le Gendarme se marie). Il ne s'agit que du cinquième meilleur score de fréquentation d'un film du Gendarme, devançant seulement Le Gendarme et les Gendarmettes.

### Distinction
- 1970 : prix Georges-Courteline du cinéma, ou prix de l'humour cinématographique, remis à Louis de Funès pour L'Homme orchestre et Le Gendarme en balade[35],[h]

### Sorties à l'étranger

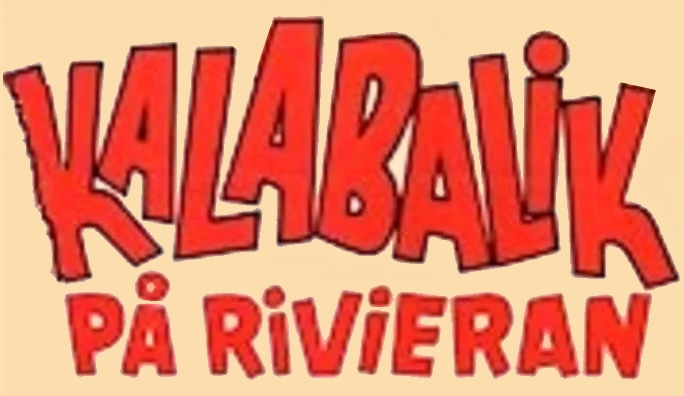
Le titre du film sur l'affiche suédoise.

Le Gendarme en balade sort aussi la même année en Pays-Bas le 17 décembre sous le titre De gendarme op drift, puis en Belgique le 19 février 1971 (à Gand) en français et en flamand nommé De gendarme op zwier, en Suède le 10 mars 1971 titré Kalabalik på Rivieran (et Moralens väktare på Rivieran en vidéo), en Allemagne de l'Ouest le 10 avril 1971 baptisé Balduin, der Schrecken von St. Tropez (puis Louis in geheimer Mission ou Louis, der Schrecken von St. Tropez lors de ressorties, dans la lignée des déroutantes habitudes des distributeurs allemands), en Italie le 14 avril 1971 (à Milan) intitulé 6 gendarmi in fuga, au Danemark le 23 juin 1971 sous le titre Hjælp strisserne kommer, en Grèce le 18 octobre 1971 nommé Ο χωροφύλακας εν δράσει, en Hongrie le 28 octobre 1971 titré A csendőr nyugdíjba megy, en Espagne le 21 juin 1972 (à Madrid) baptisé Seis gendarmes en fuga (et El gendarme toca el dos en catalan), en Allemagne de l'Est le 15 septembre 1972 intitulé Der Gendarm bummelt, en Turquie en janvier 1973 titré Eğlenceli Günler ou Süper Jandarma Meydan Okuyor, au Portugal en 1977 nommé O Gendarme em Férias et en Pologne en mai 1981 sous le titre Żandarm na emeryturze.
Le film connaît également des sorties en Afrique du Sud, en Argentine, au Brésil (As Loucas Aventuras de um Gendarme em Fuga), en Bulgarie (Полицаят се пенсионира ou Полицаят се разхожда), au Canada en français et en anglais, en Estonie (Sandarm läheb pensionile), aux États-Unis, en Finlande (Moraalin vartijat Rivieralla), en Norvège (Purken tråkker i salaten), en Nouvelle-Zélande, en Roumanie Jandarmul la plimbare), au Royaume-Uni, en Serbie (Žandari na odmoru), en Tchécoslovaquie (nommé Četník ve výslužbě en tchèque et Žandár vo výslužbe en slovaque), en Union soviétique (Жандарм на отдыхе), en Ukraine (Жандарм на відпочинку) et au Viêt Nam (Nhiệm Vụ Đầu Tiên). Les titres internationaux anglophones sont : The Gendarme Takes Off, The Troops on Vacation ou The Gendarme on Promenade.
Le Gendarme en balade enregistre 1 177 717 entrées en Espagne. En Allemagne de l'Ouest, le film rassemble 503 000 entrées en 1971 puis 436 580 supplémentaires à l'occasion d'une ressortie en 1980,.

### Postérité

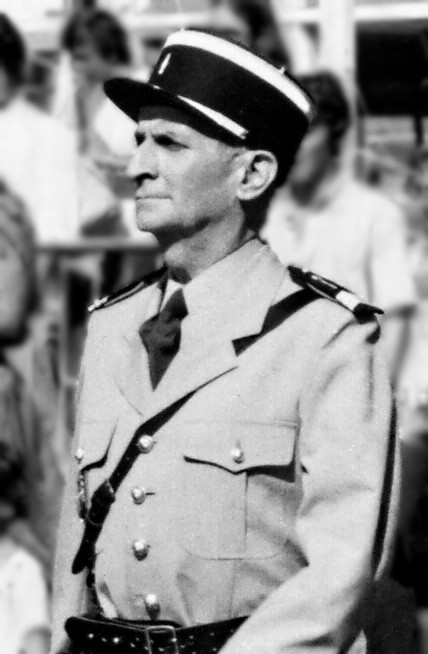
Louis de Funès lors du tournage du Gendarme et les Extraterrestres en 1978.

Après ce quatrième Gendarme, l'humeur de Louis de Funès à l'égard de son personnage-fétiche devient changeante. En pleine production du film, il exprimait l'envie de rajeunir la brigade dans le prochain, en mêlant les acteurs des précédents films à de jeunes acteurs de « 20 à 22 ans, pleins de talent, futurs grands comiques que personne ne songe à employer ». Une fois le film sorti, il confie plutôt son souhait d'arrêter la série,. Il retrouve Jean Girault pour Jo (1971). Il préfère ensuite se réserver pour le théâtre et les films de Gérard Oury. Il ne valide pas les nouvelles propositions de Gendarme qui lui sont faites. En vain, Richard Balducci travaille en 1973 sur un scénario intitulé Le Fantôme du Gendarme de Saint-Tropez puis l'année suivante sur un autre titré Le Gendarme à l'exercice,. De leur côté, Girault et Jacques Vilfrid tournent avec les Charlots et Jean Gabin ou tentent de faire de Louis Velle une nouvelle vedette comique.
En 1975, Louis de Funès, sexagénaire et sursollicité, est victime d'un double infarctus,,. Les médecins lui imposent un régime alimentaire drastique et lui ordonnent d'arrêter définitivement son métier, au cinéma autant qu'au théâtre, incompatible avec son état,,. Une fois remis sur pied, il espère jouer à nouveau dans un film mais le milieu du cinéma le considère comme professionnellement fini, l'imaginant trop diminué voire mourant,,,. Un admirateur, le jeune producteur Christian Fechner, se bat face aux compagnies d'assurances réticentes à faire tourner un comédien cardiaque et parvient à le faire retrouver le chemin des plateaux,,. Louis de Funès réapparaît à l'écran, amaigri et plus assagi, dans L'Aile ou la Cuisse (1976) puis La Zizanie (1978), dont les succès prouvent l'attachement toujours intact du public envers le vénérable comique,,.
Souhaitant retrouver son Gendarme après des années d'absence, et conforté par les audiences des premiers films à la télévision, Louis de Funès renoue avec Girault et Vilfrid pour lancer Le Gendarme et les Extraterrestres, sorti en 1979 et plébiscité par le public,,. Jean Lefebvre est écarté de ce retour du Gendarme, tandis que Claude Gensac et Christian Marin ne peuvent pas participer au tournage à cause d'autres engagements . Louis de Funès, Galabru, Grosso et Modo, ainsi que France Rumilly qui incarne la religieuse, sont ainsi les seuls acteurs apparus dans tous les films de la série. Après L'Avare (1980) et La Soupe aux choux (1981), un dernier Gendarme, Le Gendarme et les Gendarmettes, est produit en 1982, ultime apparition à l'écran de Louis de Funès et dernière réalisation de Jean Girault — les deux meurent à quelques mois d'intervalle,.

### Exploitations ultérieures
Grâce à sa diffusion télévisuelle le 6 mai 1971 sur la Première chaîne de l'ORTF, ce film figure parmi les 100 meilleures audiences télévisuelles françaises de tous les temps[source insuffisante].
En vidéo, Le Gendarme en balade sort d'abord individuellement en VHS en 1981, puis dans d'autres éditions en 1992 (en tant que no 13 de la collection « De Funès ») et en 1998, avant d'être inclus dans un coffret de la série en 1999. En 2002, le film paraît en DVD, séparément ou intégré à un coffret des six films,,. Le DVD du film constitue le no 8 de la collection « Irrésistible Louis de Funès » des éditions Atlas en 2004. Les droits de distribution passent ensuite de TF1 vidéo à M6, qui publie en 2005 un nouveau coffret,. Un coffret bénéficiant d'une remastérisation en haute définition, paraît en 2007. En 2010, le film sort pour la première fois en Blu-ray au sein d'un coffret, également disponible en DVD. Le quatrième Gendarme est réédité séparément dans les deux supports en 2013,. En 2014, un coffret Blu-ray / DVD de luxe paraît à l'occasion des cinquante ans du premier film.

## Autour du film
- Pour ce quatrième volet de la saga, Louis de Funès a reçu un salaire de deux millions de francs ce qui constitue une forte augmentation par rapport à son salaire initial du premier film qui était de 90 000 francs[56].
- On remarque que, dans la scène où Gerber et sa femme s'introduisent dans le salon de Cruchot, le tableau accroché au-dessus de la cheminée est un Modigliani Le jeune homme aux cheveux roux[57]. Cette œuvre fait penser à un portrait analogue de Modigliani dans le film Le Tatoué dans lequel Louis de Funès, interprétant un collectionneur d'art, voulait s'emparer du dessin reproduit sur le dos d'un ancien militaire, interprété par Jean Gabin.
- Les vers récités avec nostalgie par Michel Galabru lors de l'arrivée en voiture devant la gendarmerie (« Je ne vois en ces lieux que ceux qui n'y sont pas ! Pourquoi ramènes-tu mes regrets sur leur trace ? ») sont issus de La Vigne et la Maison - Psalmodies de l'âme – Dialogue entre mon âme et moi d'Alphonse de Lamartine.
- La voiture de hippie est une Ford V8 Deluxe cabriolet de 1937[58].
- Fougasse dit de Merlot qu'il l'a vu à la télé. En effet à cette époque, Christian Marin tient la vedette avec Jacques Santi dans la série Les Chevaliers du ciel.

## Analyse
Il s'agit du premier film du Gendarme de Saint-Tropez à se dérouler après les événements de mai 68, alors que les précédents ont montré la brigade « traquer les signes avant-coureurs d'une « chienlit » bientôt dénoncée par le Général » — l'affaiblissement de l'autorité, l'émergence de la jeunesse et sa volonté d'indépendance avec les frasques de Nicole Cruchot ainsi que la révolution sexuelle symbolisée par le nudisme sur les plages de Saint-Tropez.